# 1969年世界大賽
1969的世界大賽是由代表美聯的巴爾的摩金鶯與代表國聯的紐約大都會在世界大賽中對決。最後大都會4勝1敗擊敗金鶯，拿下隊史首座世界大賽冠軍。
這年的世界大賽可說是最爆冷的一年，因為大都會隊才成軍7年就闖入世界大賽，而且還打敗單季拿下109勝的金鶯隊。大都會隊也成為第一支拿下分區冠軍、聯盟冠軍與總冠軍的擴編球隊。這年的大都會也因此被稱為「奇蹟大都會」。

## 總結
國聯 紐約大都會（4）- 美聯 巴爾的摩金鶯（1）
| 場次 | 比數                       | 日期     | 地點       | 觀眾  |
| ---- | -------------------------- | -------- | ---------- | ----- |
| 1    | 大都會 1，金鶯 4           | 10月11日 | 紀念體育場 | 50429 |
| 2    | 大都會 2，金鶯 1           | 10月12日 | 紀念體育場 | 50850 |
| 3    | 金鶯 0，大都會 5           | 10月14日 | 謝亞球場   | 56335 |
| 4    | 金鶯 1，大都會 2(延長10局) | 10月15日 | 謝亞球場   | 57367 |
| 5    | 金鶯 3，大都會 5           | 10月16日 | 謝亞球場   | 57397 |

## 逐場結果

### 第一戰：10月11日
馬里蘭州，巴爾的摩，紀念體育場
| 紐約大都會                                                                                      | 0 | 0 | 0 | 0 | 0 | 0 | 1 | 0 | 0 | 1 | 6 | 1 |
| 巴爾的摩金鶯                                                                                    | 1 | 0 | 0 | 3 | 0 | 0 | 0 | 0 | X | 4 | 6 | 0 |
| 勝投： Mike Cuellar (1–0) 敗投： 湯姆·西佛 (0–1) 全壘打： 大都會：無 金鶯：Don Buford (1下,1分) |   |   |   |   |   |   |   |   |   |   |   |   |

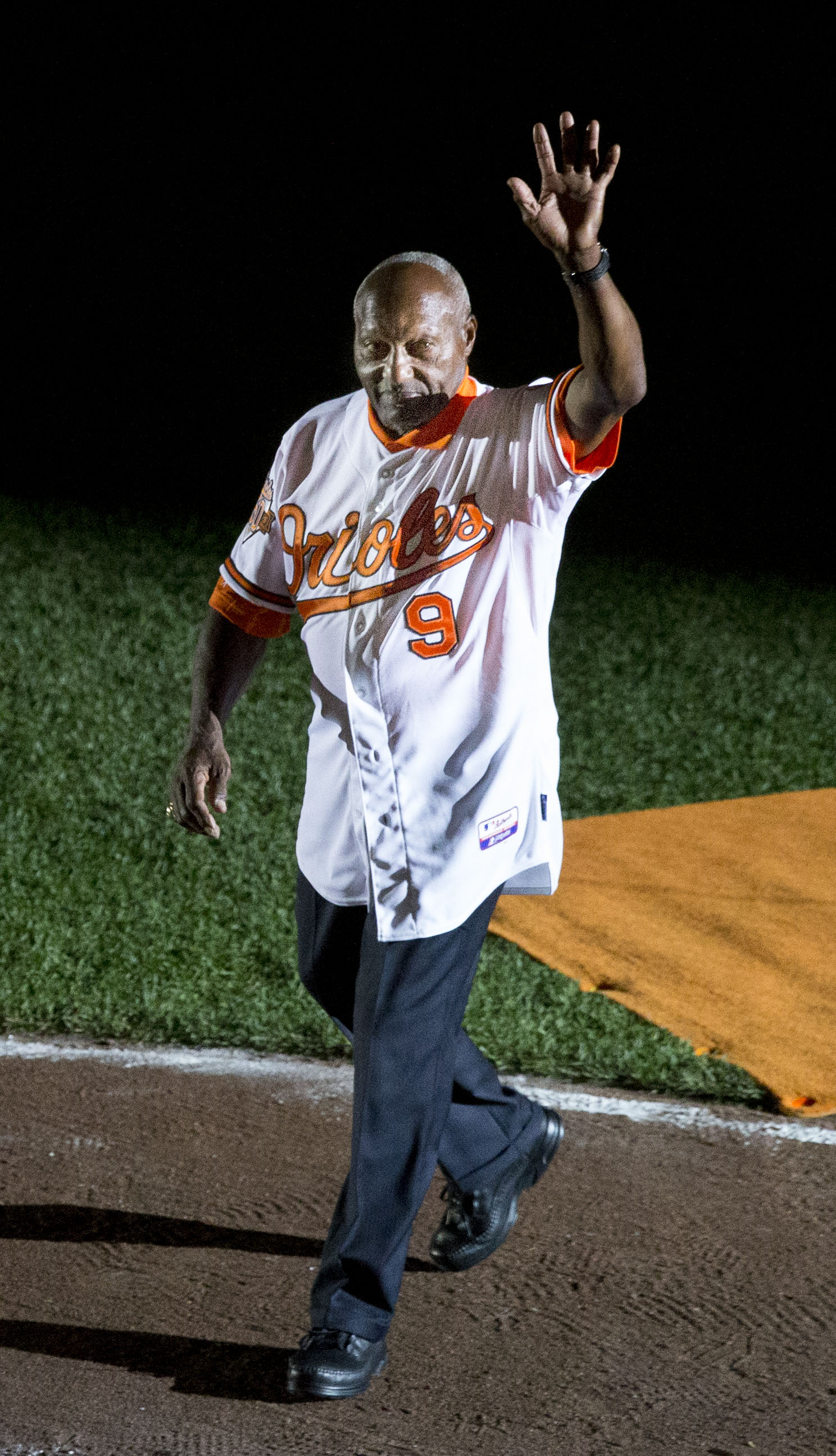
唐·布佛德

Don Buford在比賽中面對西佛投出的第二球就敲出全壘打。4局下，金鶯在2人出局後連續5名打者上壘，他們一共敲出4支安打與一次保送攻下3分。
Mike Cuellar這場比賽虎虎生風，他完投9局送出8次三振，僅失1分拿下勝利。

### 第二戰：10月12日
馬里蘭州，巴爾的摩，紀念體育場
| 紐約大都會                                                                                             | 0 | 0 | 0 | 1 | 0 | 0 | 0 | 0 | 1 | 2 | 6 | 0 |
| 巴爾的摩金鶯                                                                                           | 0 | 0 | 0 | 0 | 0 | 0 | 1 | 0 | 0 | 1 | 2 | 0 |
| 勝投： 傑瑞·庫斯曼 (1–0) 敗投： 戴夫·麥克奈利 (0–1) 全壘打： 大都會：Donn Clendenon (4上,1分) 金鶯：無 |   |   |   |   |   |   |   |   |   |   |   |   |

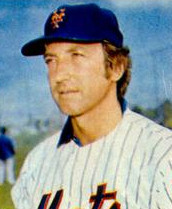
傑瑞·庫斯曼

這場比賽前3局兩隊都無法得分，直到4局上，Donn Clendenon的陽春砲幫助大都會先馳得點。
大都會的先發投手傑瑞·庫斯曼在前6局投出無安打，不過到7局上被首名打者保羅·布萊爾敲安破功，他也在該局丟1分讓比賽平手。
9局上，大都會在2出局後連敲3支安打。Al Weis的安打幫助大都會打回致勝分，系列賽兩隊戰成1勝1敗平手。

### 第三戰：10月14日
紐約州，皇后區，謝亞球場
| 巴爾的摩金鶯 | 0 | 0 | 0 | 0 | 0 | 0 | 0 | 0 | 0 | 0 | 4 | 1 |
| 紐約大都會 | 1 | 2 | 0 | 0 | 0 | 1 | 0 | 1 | X | 5 | 6 | 0 |
| 勝投： Gary Gentry (1–0) 敗投： 吉姆·帕爾默 (0–1) 全壘打： 金鶯：無 大都會：Tommie Agee (1下,1分)、艾德·克蘭普爾 (8下,1分) |   |   |   |   |   |   |   |   |   |   |   |   |

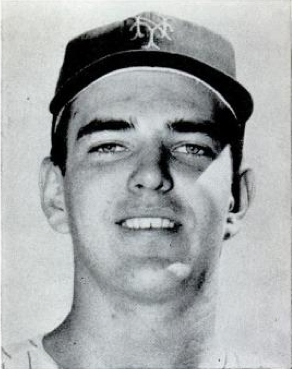
艾德·克蘭普爾

乘勝追擊的大都會隊，在1局下就靠著Tommie Agee的全壘打取得領先。2局下，連先發投手Gary Gentry都敲出二壘安打打回2分打點。
Gentry不僅在打擊端有表現，他也主投6.2局無失分。
大都會後來在6、8兩局再添2分保險分，加上諾蘭·萊恩後援2.1局無失分，終場大都會5比0完封金鶯。

### 第四戰：10月15日
紐約州，皇后區，謝亞球場
| 巴爾的摩金鶯                                                                                     | 0 | 0 | 0 | 0 | 0 | 0 | 0 | 0 | 1 | 0 | 1 | 6  | 1 |
| 紐約大都會                                                                                       | 0 | 1 | 0 | 0 | 0 | 0 | 0 | 0 | 0 | 1 | 2 | 10 | 1 |
| 勝投： 湯姆·西佛 (1–1) 敗投： Dick Hall (0–1) 全壘打： 金鶯：無 大都會：Donn Clendenon (2下,1分) |   |   |   |   |   |   |   |   |   |   |   |    |   |

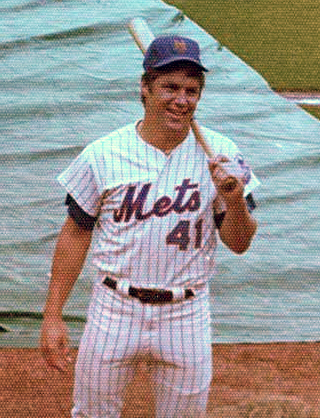
湯姆·西佛

這場兩隊又進入投手戰，前8局只有大都會的Donn Clendenon在2局下敲出陽春砲。
湯姆·西佛原本打算挑戰9局完封勝，不過金鶯不打算就此放棄。他們在1出局後敲出2支安打，再靠著布魯克斯·羅賓森的高飛犧牲打追平比數。
10局下，Jerry Grote率先敲出二壘安打上壘。Al Weis獲得故意四壞，J.C.Martin打算偷點推進隊友，不過金鶯隊發生傳球失誤，最後讓Grote跑回致勝分。

### 第五戰：10月16日
紐約州，皇后區，謝亞球場
| 巴爾的摩金鶯 | 0 | 0 | 3 | 0 | 0 | 0 | 0 | 0 | 0 | 3 | 5 | 2 |
| 紐約大都會 | 0 | 0 | 0 | 0 | 0 | 2 | 1 | 2 | X | 5 | 7 | 0 |
| 勝投： 傑瑞·庫斯曼 (2–0) 敗投： Eddie Watt (0–1) 全壘打： 金鶯：Dave McNally (3上,2分)、法蘭克·羅賓森 (3上,1分) 大都會：Donn Clendenon (6下,2分)、Al Weis (7下,1分) |   |   |   |   |   |   |   |   |   |   |   |   |

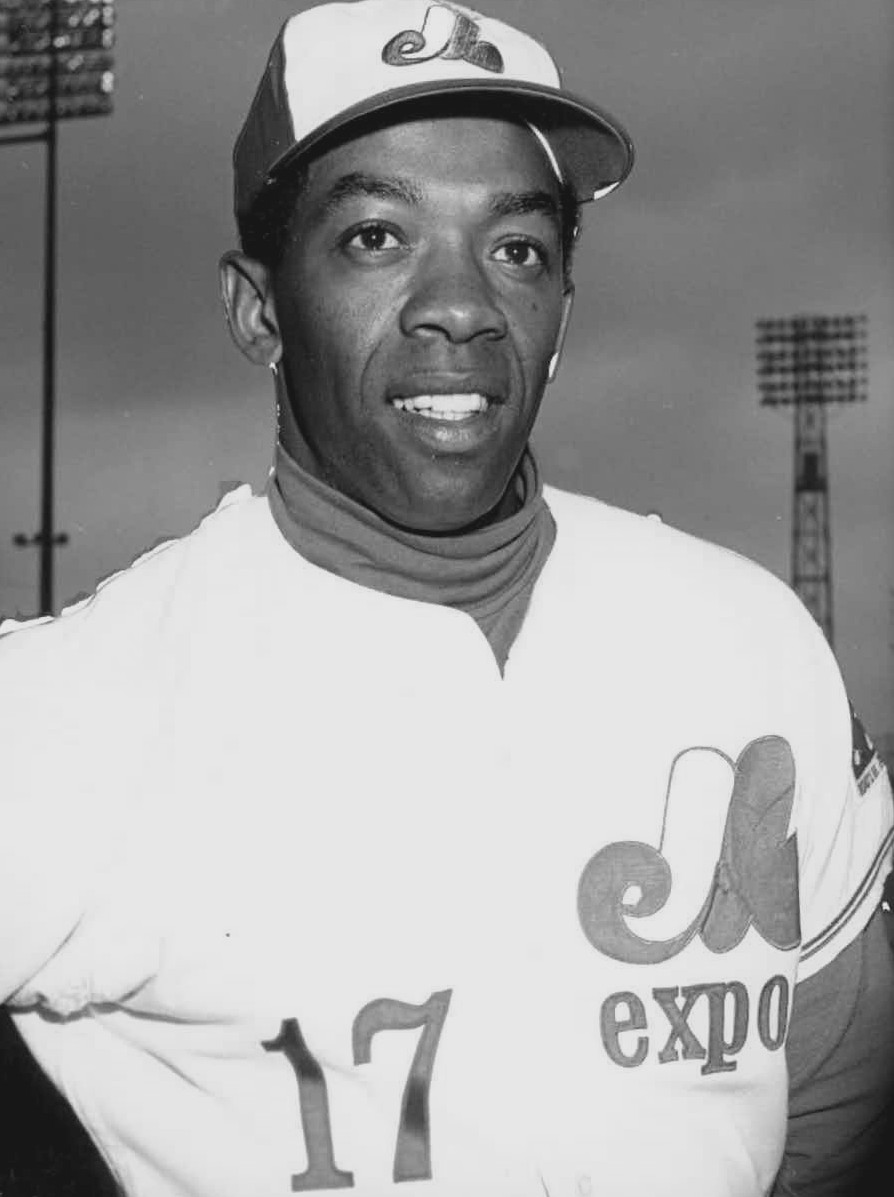
唐恩·克蘭登諾恩

陷入絕境的金鶯隊，在這場比賽終於先搶下分數。他們在3局上靠著投手Dave McNally還有法蘭克·羅賓森的全壘打搶下3比0領先。
6局下，大都會終於搶下分數。在Cleon Jones觸身球上壘後，Donn Clendenon敲出系列賽的第三轟。幫助大都會追到剩1分差。
7局下，單季只敲出7轟的Al Weis，也敲出了全壘打，幫助大都會追平比數。8局下，Ron Swoboda敲出二壘安打幫助大都會逆轉超前。Jerry Grote也靠著守備失誤上壘，大都會又攻下第五分。終場他們以5比3拿下世界大賽首冠，爆出世界大賽史上最大冷門。

## 焦點球員
大都會
- 傑瑞·庫斯曼：他在世界大賽拿下2勝，合計共17.2局投球，防禦率僅2.04。

- Gary Gentry：世界大賽拿下1勝，並敲出1支2分打點的二壘安打。

- 湯姆·西佛：世界大賽拿下1勝1敗，防禦率3.00。

- Al Weis：世界大賽打擊率4成55，並敲出1轟與3分打點。

- Donn Clendonon：世界大賽打擊率3成57，敲出3轟與4分打點為兩隊最多。

金鶯
- Mike Cuellar：世界大賽先發2場拿下1勝，防禦率1.13。另外5個打數敲出2支安打有1分打點。

- 戴夫·麥克奈利：世界大賽先發2場，防禦率2.81。另外5打數敲出1支安打，而且是支全壘打。

## 外部連結
- Almanac網站上關於1969年世界大賽的頁面（页面存档备份，存于）
- MLB官網裡的1969年世界大賽頁面（页面存档备份，存于）
- Reference網站上關於1969年世界大賽的頁面（页面存档备份，存于）
- 1969年世界大賽逐場比賽結果以及每一球詳細紀錄[]